# Coupe du monde de saut d'obstacles 1995-1996
Navigation
Édition précédente Édition suivante
La coupe du monde de saut d'obstacles 1995-1996 est la 18e édition de la coupe du monde de saut d'obstacles organisée par la FEI. La finale se déroule à Genève (Suisse), en avril 1996.

## Classement après la finale
| Pos. | Cavalier       | Nationalité | Cheval      |
| ---- | -------------- | ----------- | ----------- |
| 1    | Hugo Simon     | Autriche    | E.T. FRH    |
| 2    | Willi Melliger | Suisse      | Calvaro V   |
| 3    | Nick Skelton   | Royaume-Uni | Dollar Girl |